# Kā Rostam
Kā Rostam (persiska: كا رُستَم, کا رستم) är en ort i Iran.   Den ligger i provinsen Kurdistan, i den nordvästra delen av landet, 500 km väster om huvudstaden Teheran. Kā Rostam ligger 1 659 meter över havet och antalet invånare är 140.
Terrängen runt Kā Rostam är kuperad.Runt Kā Rostam är det ganska tätbefolkat, med 93 invånare per kvadratkilometer. Närmaste större samhälle är Bāneh, 13,5 km norr om Kā Rostam. Trakten runt Kā Rostam består i huvudsak av gräsmarker.